# 多胡謙治
多胡 謙治（たご けんじ、1895年（明治28年）3月14日 - 1951年（昭和26年）7月14日）は、日本の歯科医師であり教育者である。東京女子歯科医学専門学校（現：神奈川歯科大学）教授。岡山県津山市出身。

## 経歴

### 生い立ち
1895年（明治28年）に岡山県勝田郡勝加茂村（現：津山市）の多胡又次郎の三男として生まれる。旧制高梁中学（現：岡山県立高梁高等学校）へ進学し、1916年（大正5年）に同校を卒業し、東京歯科医学専門学校（現：東京歯科大学）へ進学。1919年（大正8年）東京歯科医専を卒業し、24歳で直ちに同校の助手となる。

### 歯科医として
東京歯科医専の助手として勤務していたが、1921年（大正10年）12月に離職して、渡米する。ペンシルベニア大学へ留学し、1923年6月に卒業し、Doctor of Dental Surgery（D.D.S：歯科医師）の学位を取得する。さらに、1925年（大正14年）には日本へ帰国し、東京赤坂で歯科を開業する傍ら、東京女子歯科医専（現：神奈川歯科大学）の教授として教鞭を執った。
その後、多胡は、1927年（昭和2年）32歳のときに、長女の眞佐子が誕生し、1935年（昭和10年）日本矯正歯科医学会の会長を務めた。歯科界にその人ありといわれた多胡であったが、1951年（昭和26年）7月14日、自宅にて死去。享年56歳であった。多胡は、特に日本の歯科技術でも矯正分野に強く、矯正技術向上に貢献した。

### 趣味
趣味はゴルフであり、ホールインワンをとったこともある。また、テニスや和音楽なども嗜んでいた。